# Línies separades alcista
Línies separades alcista (en anglès: Bullish Seperating Lines) és un patró d'espelmes japoneses que indica continuïtat de la tendència alcista.

## Criteri de reconeixement
1. La tendència prèvia és alcista
2. Es forma una espelma negra, que semblaria un senyal baixista
3. L'endemà els preus obren amb un fortíssim gap a l'alça, una obertura que coincideix amb l'obertura anterior
4. Els preus continuen pujant fins a tancament formant un Marubozu blanc en obertura

## Explicació
És una espelma negra seguida per un Marubozu blanc en obertura, que significa que el preu d'obertura ha estat el mínim de la sessió, i que aquesta ha tancant molt a prop del seu màxim, senyal que els bulls han tingut el control total de la sessió des de l'inici fins a pràcticament al final. D'aquesta manera si el dia antecedent l'espelma negra mostrava un atac baixista dels bears, el contraatac dels bulls l'ha deixat en no res, i és possible que la tendència alcista continuï.

## Factors importants
És important que la segona espelma sigui exactament un Marubozu blanc en obertura. Malgrat la força dels bulls la confiança d'aquest patró és baixa i és imprescindible acompanyar el senyal amb altres confirmacions com ara un fort augment del volum, una llarga espelma blanca l'endemà, o l'obertura amb un gap alcista.